# Theologische Fakultät der Emilia-Romagna

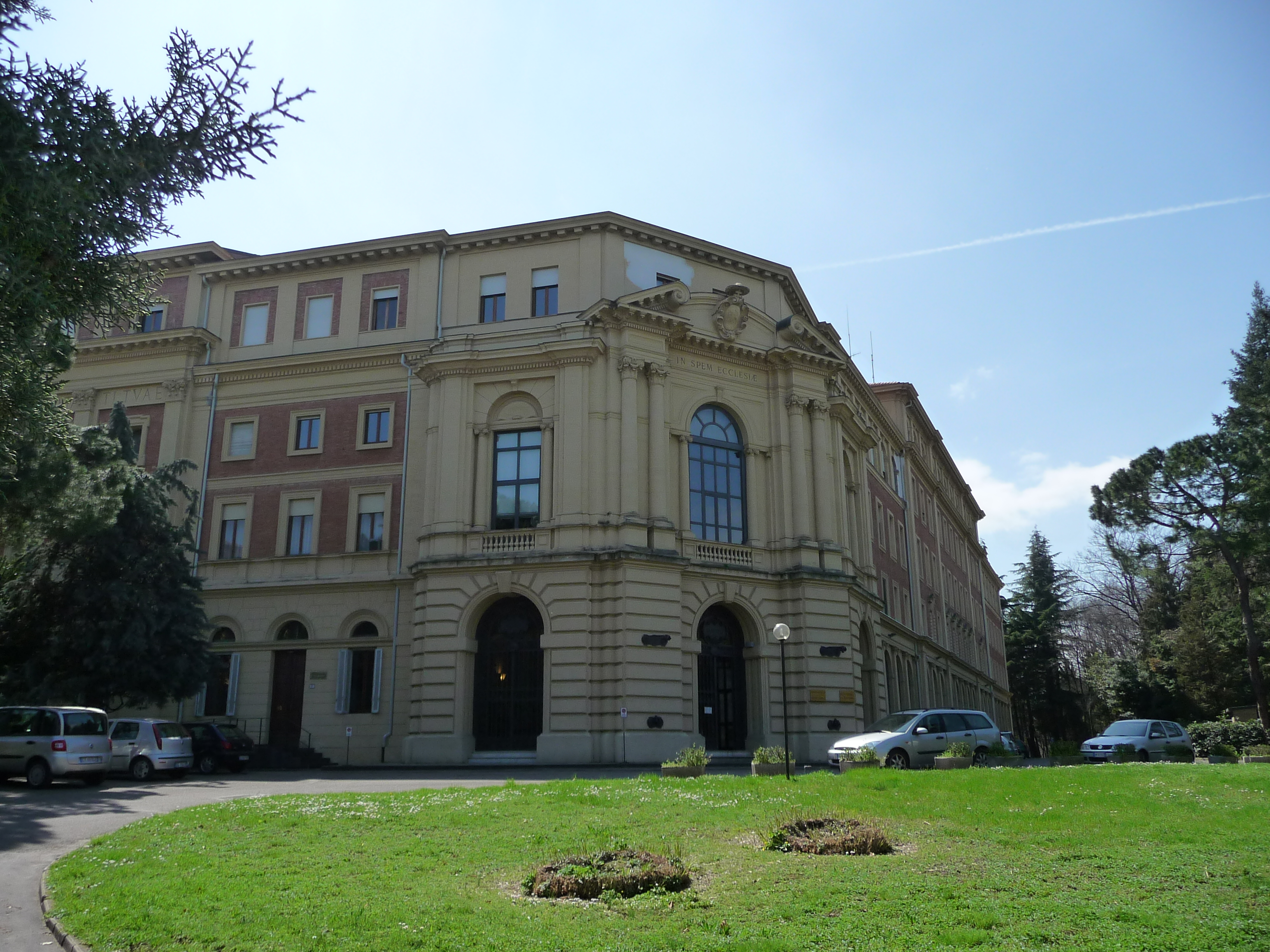
Theologische Fakultät der Emilia-Romagna (2013)

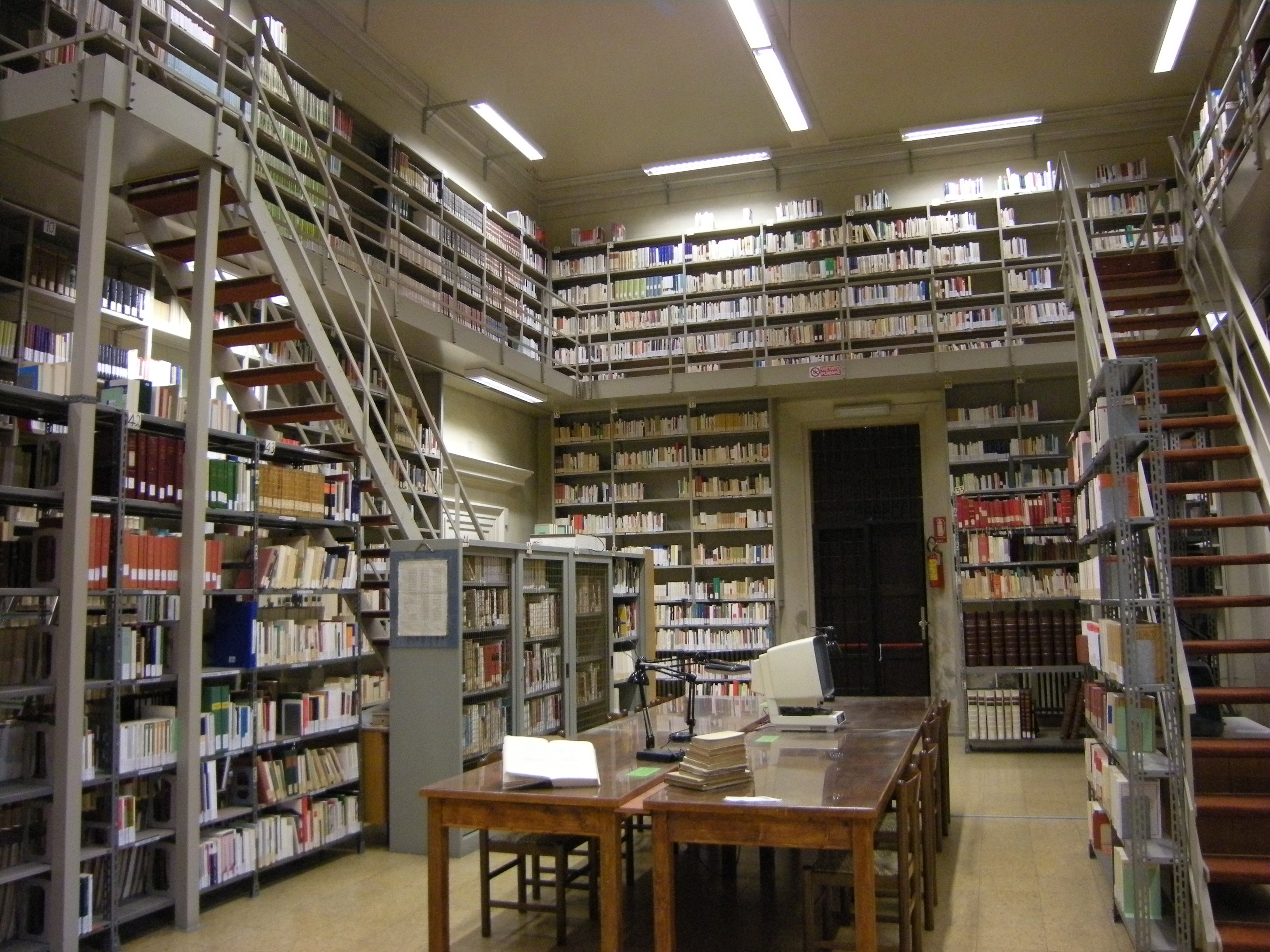
Bibliothek der FTER (2013)

Die Theologische Fakultät der Emilia-Romagna (italienisch Facoltà Teologica dell’Emilia-Romagna FTER) ist eine Hochschule in Trägerschaft der römisch-katholischen Kirche mit Sitz in Bologna.
Die Theologische Fakultät der Emilia-Romagna (FTER) ist eine kirchliche Fakultät sowie eine Universität der katholischen Kirche, die vom italienischen Staat in seiner Befugnis zur Vergabe von Hochschulabschlüssen anerkannt wurde. Sie ist eine universitäre Einrichtung für Theologie, die theologische Baccalauréat-, Lizenziat- und Doktorgrade anbietet und diese akademischen Grade an Laien und Geistliche sowie Ordensangehörige verleiht in den Abteilungen:
- Theologie der Evangelisierung
- Systematische Theologie
- Geschichte der Theologie

Am 29. März 2004 errichtete die heutige Kongregation für das Katholische Bildungswesen die Theologische Fakultät der Emilia-Romagna mit Sitz in Bologna. Auf diese Weise wurde zum dritten Mal eine theologische Fakultät in Bologna eingeweiht. Die erste Fakultät war die von Papst Innozenz VI. mit der Bulle „Quasi lignum vitae“ (Avignon, 21. Juni 1360) errichtete. In Bologna waren bereits mehrere theologische Studien von Ordensgemeinschaften aktiv, darunter die der Dominikaner, gegründet 1248. Eine zweite Fakultät wurde im 18. Jahrhundert nach der Unterdrückung durch die französischen Besatzer gegründet. 1859 zog die Fakultät in den Palast des Erzbischofs und verlieh weiterhin akademische Grade, da diese Abschlüsse vom italienischen Staat nicht mehr anerkannt wurden und hatte dort ihren Sitz bis 1931. Die Fakultät wurde auf Initiative von Ermenegildo Manicardi zum dritten Mal neu aufgestellt; die Proklamation der Fakultät konnte mit Hilfe der Kongregation für das Katholische Bildungswesen 2004 beendet werden; 2017 erhielt die Hochschule die staatliche universitäre Anerkennung.